# United News of Bangladesh
United News of Bangladesh (UNB) est une agence de presse du secteur privé du Bangladesh créée en 1988. Enayetullah Khan (en) a créé l'UNB dans les années 1980. Il s'agit du premier service de télégraphie privé entièrement numérisé en Asie du Sud,.
L'UNB a conclu des accords d'échange de nouvelles avec d'autres grandes agences et réseaux de presse, tels que Associated Press, United News of India (en), Xinhua, Kyodo, ANSA, Suomen Tietotoimisto (en) et Rompress.
L'UNB est membre d'organismes internationaux tels que l'Organisation des agences de presse d'Asie et du Pacifique (en), l'Union de la presse du Commonwealth (en), l'Asian Mass Communication Research and Information Centre (en) et AsiaNet.
Avec un réseau établi de correspondants et de reporters dans tous les districts du Bangladesh, l'UNB est reconnue comme la source de nouvelles et d'informations la plus fiable et la plus crédible du pays, desservant plus de vingt millions de lecteurs aux niveaux local et international.